# Неш (Оклахома)
Неш (енгл. Nash) град је у америчкој савезној држави Оклахома.

## Демографија
По попису из 2010. године број становника је 204, што је 20 (-8,9%) становника мање него 2000. године.
| Група             | 2000.       | 2010.       |
| Белци             | 214 (95,5%) | 197 (96,6%) |
| Афроамериканци    | 0 (0,0%)    | 1 (0,5%)    |
| Азијати           | 2 (0,9%)    | 1 (0,5%)    |
| Хиспаноамериканци | 0 (0,0%)    | 0 (0,0%)    |
| Укупно            | 224         | 204         |